# 블록 부호
수학과 컴퓨터 과학에서 블록 부호(block符號, 영어: block code 블록 코드[*])는 데이터를 중복해서 “블록”으로 부호화하되, 각 비트 또는 블록의 성분이 전송 과정에서 노이즈를 겪어 바뀌는 것을 일부 경우 교정할 수 있게 하는 부호화 체계이다.

## 정의

### 해밍 결합 도식 속의 블록 부호
블록 부호 {\displaystyle (\Sigma ,n,k,C)}는 다음과 같은 데이터로 구성된다.
- 유한 집합 {\displaystyle \Sigma }. 이를 알파벳(영어: alphabet)이라고 한다.
- 양의 정수 {\displaystyle n\in \mathbb {Z} ^{+}}. 이를 블록 길이(영어: block length)라고 하고, {\displaystyle \Sigma ^{n}}의 원소를 블록(영어: block)이라고 한다.
- 부분 집합 {\displaystyle C\colon \Sigma ^{k}\to \Sigma ^{n}}. {\displaystyle C}의 원소인 블록을 부호어(符號語, 영어: codeword)라고 한다.

블록 부호 {\displaystyle (\Sigma ,n,C)}의 전송률(電送率, 영어: rate)은
{\displaystyle R={\frac {1}{n}}\log _{|\Sigma }/n}
이며, 항상 {\displaystyle 0\leq R\leq 1}이다. 블록 부호 {\displaystyle (\Sigma ,n,C)}의 상대 길이(相對-, 영어: relative distance)는 유리수 {\displaystyle \delta =d/n}이며, 마찬가지로 1 이하의 양의 유리수이다.
{\displaystyle \Sigma ^{n}} 위에 해밍 거리
{\displaystyle \operatorname {d_{H}} (s,t)=|\{i\in \{1,\dotsc ,n\}\colon s_{i}\neq t_{i}\}|}
를 정의하면, 이는 거리 공간을 이룬다. 블록 부호 {\displaystyle (\Sigma ,n,C)}의 최소 거리(最小距離, 영어: minimum distance)는 다음과 같다.
{\displaystyle d=\min _{a,b\in \Sigma ^{k},\;a\neq b}\operatorname {d_{H}} (C(a),C(b))}
최소 거리가 {\displaystyle d}인 블록 부호 {\displaystyle (\Sigma ,n,C)}는 흔히 {\displaystyle [n,\log _{\Sigma }|C|,d]_{|\Sigma |}}-블록 부호라고 불린다.

### 일반 결합 도식 속의 블록 부호
위 정의는 결합 도식의 개념을 통해 일반화된다.:2483–2486, §Ⅲ
구체적으로, 다음이 주어졌다고 하자.
- 결합 도식 {\displaystyle (X,\partial \colon X^{2}\to D)}
- {\displaystyle D}의 부분 집합 {\displaystyle E\subseteq D}

이 경우, {\displaystyle X}의 부분 집합 {\displaystyle C\subseteq X}가 다음 조건을 만족시킬 경우, {\displaystyle E}-블록 부호(영어: {\displaystyle E}-block code)라고 한다.:2483, Definition 5
- 임의의 {\displaystyle x,y\in C}에 대하여, {\displaystyle \partial (x,y)\not \in E}

{\displaystyle X} 속의 블록 부호란 {\displaystyle \varnothing }-블록 부호를 뜻한다.
만약 {\displaystyle X=\Sigma ^{n}}이 {\displaystyle \Sigma } 위의 {\displaystyle n}차원 해밍 결합 도식일 경우, {\displaystyle \partial =\operatorname {d_{H}} }는 해밍 거리가 되며, 이 경우 위의 기초적 정의로 귀결된다.
결합 도식 {\displaystyle X} 속의 블록 부호 {\displaystyle C\subseteq X}에 대하여,
- {\displaystyle X}의 원소를 블록이라고 한다.
- {\displaystyle C}의 원소를 부호어라고 한다.
- {\displaystyle C}의 전송률은 {\displaystyle R=\ln C/\ln X}이다. 이는 {\displaystyle 0\leq R\leq 1}인 실수이다.
- {\displaystyle X}의 이항 관계가 {\displaystyle (R_{i}\subseteq X^{2})_{i\in I}}라고 할 때, {\displaystyle C}의 내부 분포(內部分布, 영어: inner distribution)는 다음과 같은 유리수열이다.[6]:2483, Definition 4
{\displaystyle \alpha _{i}={\frac {|C^{2}\cap R_{i}|}{|C|}}}

특히,
{\displaystyle \sum _{i}\alpha _{i}=|C|}
가 성립한다.
만약 거리 함수의 공역 {\displaystyle D}가 전순서 집합일 때, 마찬가지로 최소 거리
{\displaystyle d=\min _{x,y\in C}\partial (x,y)}
를 정의할 수 있다.

## 성질

### 블록 부호를 사용한 데이터의 전송
{\displaystyle [n,k,d]_{q}}-블록 부호 {\displaystyle C\subseteq \Sigma ^{n}}이 주어졌다고 하고, 편의상 {\displaystyle k}가 정수라고 하자. 이 경우, 임의의 전단사 함수
{\displaystyle f\colon \Sigma ^{k}\to C\subseteq \Sigma ^{c}}
를 고르자. 이를 부호화 함수(符號化函數, 영어: coding function)라고 한다.
이제, {\displaystyle \Sigma ^{k}}의 한 원소를 노이즈가 있는 채널로 전송한다고 하자. 즉, 전송 도중 벡터 {\displaystyle v\in \Sigma ^{n}}의 {\displaystyle n}개의 성분 가운데 일부가 다른 값으로 바뀔 수 있다.
만약 문자열 {\displaystyle v\in \Sigma ^{n}}를 수신하였을 때, 다음과 같은 알고리즘을 사용하여 데이터를 교정한다고 하자.
- 만약 {\displaystyle \min _{c\in C}\operatorname {d_{H}} (v,c)<d/2}라면, {\displaystyle v}를 {\displaystyle \operatorname {d_{H}} (v,f(c))<d/2}인 유일한 원소 {\displaystyle c\in \Sigma ^{k}}로 교정한다.
- 만약 {\displaystyle \min _{c\in C}\operatorname {d_{H}} (v,c)\geq d/2}라면, 데이터의 교정은 실패한다.

이 경우,
- 만약 {\displaystyle n}개의 성분 가운데 {\displaystyle \lceil d/2-1\rceil }개 이하가 잘못되었다고 가정하면, 수신된 데이터를 오류 없이 교정할 수 있다.
- 만약 {\displaystyle n}개의 성분 가운데 {\displaystyle d-1}개 이하가 잘못되었다고 가정하면, 데이터의 송신 도중 오류가 발생하였는지 여부를 항상 확인할 수 있다. (그러나 이 오류를 항상 교정할 수 있지는 않다.)

### 블록 부호가 존재할 필요 조건
모든 {\displaystyle [n,k,d]_{q}}-블록 부호는 다음 두 조건을 만족시킨다.
{\displaystyle k\leq n+1-d} (싱글턴 상계 영어: Singleton bound)
{\displaystyle k\leq n-\log _{q}\left(\sum _{i=0}^{\lfloor (d-1)/2\rfloor }{\binom {n}{i}}(q-1)^{i}\right)} (해밍 상계 영어: Hamming bound)
싱글턴 상계를 포화시키는 (즉, {\displaystyle k+d=n+1}인) 블록 부호를 최대 거리 분리 부호(最大距離分離符號, 영어: maximum-distance-separable code, 약자 MDS 부호)라고 한다.
해밍 상계를 포화시키는 블록 부호를 완전 부호(完全符號, 영어: perfect code)라고 한다.

#### 맥윌리엄스 부등식
보다 일반적으로, 임의의 결합 도식 {\displaystyle (X,\partial )}이 주어졌다고 하자. {\displaystyle X}의 복소수 계수 보스-메스너 대수는 복소수 반단순 대수이며, 그 최소 멱등원들을
{\displaystyle E_{0},E_{1},\dotsc ,E_{p}}
라고 하자. 여기서 {\displaystyle E_{0}=|X|^{-1}{\mathsf {J}}_{|X|\times |X|}}이며, {\displaystyle {\mathsf {J}}_{|X|\times |X|}}는 모든 성분이 1인 행렬(아다마르 곱의 항등원)이다. 또한,
{\displaystyle E_{a}=\sum _{i}Q_{ai}D_{i}}
라고 하자 ({\displaystyle D_{i}}는 각 이항 관계 {\displaystyle R_{i}\subseteq X^{2}}의 인접 행렬).
이제, {\displaystyle X} 속의 블록 부호 {\displaystyle C\subseteq X}가 주어졌다고 하고, 그 내부 분포
{\displaystyle \alpha _{i}={\frac {|C^{2}\cap R_{i}|}{|C|}}}
를 생각하자. 그렇다면, 쌍대 내부 분포(雙對內部分布, 영어: dual inner distribution)는 다음과 같은 수열이다.
{\displaystyle \beta _{a}=\sum _{i}Q_{ai}\alpha _{i}}
그렇다면, 다음과 같은 맥윌리엄스 부등식(MacWilliams不等式, 영어: MacWilliams inequality)이 성립한다.:2484, Theorem 3
{\displaystyle 0\leq \beta _{a}\leq |C|\qquad \forall a}
{\displaystyle \sum _{a}\beta _{a}=|C|}

## 예

### 자명한 부호
자명한 예로, {\displaystyle n=k}이며 {\displaystyle C}가 순열인 경우를 생각하자. 이 경우 최소 거리는 1이다. 즉, 이 부호는 최고의 송신률 {\displaystyle k/n=1}을 갖지만, 아무런 오류를 교정하지 못한다.
마찬가지로, 예를 들어 어떤 임의의 {\displaystyle \alpha \in \Sigma }에 대하여
{\displaystyle C\colon \Sigma ^{k}\to \Sigma ^{n}}
{\displaystyle C\colon (s_{1},s_{2},\dotsc ,s_{k})\mapsto (s_{1},s_{2},\dotsc ,s_{k},\underbrace {\alpha ,\alpha ,\dotsc ,\alpha } ^{n-k})}
를 생각하자. 그 효율은 {\displaystyle k/n}이지만, 이 부호 역시 최소 거리가 1이므로, 아무런 오류를 교정하지 못한다.

### 반복 부호
임의의 알파벳 {\displaystyle \Sigma } ({\displaystyle |\Sigma |=q}) 및 양의 정수 {\displaystyle k\in \mathbb {Z} ^{+}} 및 양의 정수 {\displaystyle m}에 대하여, 다음과 같은 {\displaystyle [mk,k,m]_{q}}-블록 부호를 얻을 수 있다.
{\displaystyle C\colon \Sigma ^{k}\to \Sigma ^{mk}}
{\displaystyle C\colon (s_{1},s_{2},\dotsc ,s_{k})\mapsto (\underbrace {s_{1},\dotsc ,s_{1}} _{m},\underbrace {s_{2},\dotsc ,s_{2}} _{m},\dotsc ,\underbrace {s_{k},\dotsc ,s_{k}} _{m})}
이를 {\displaystyle m}중 반복 부호({\displaystyle m}重反復符號, 영어: {\displaystyle m}-tuple repetition code)라고 한다. 특히, {\displaystyle (k,m,q)=(1,3,2)}일 경우 이는 {\displaystyle r=2} 이진 해밍 부호와 같다.

### 선형 부호
선형 부호의 경우, {\displaystyle \Sigma }는 유한체이며, {\displaystyle C\colon \Sigma ^{k}\to \Sigma ^{n}}은 {\displaystyle \Sigma }-선형 변환이다.
선형 부호의 예로는 해밍 부호나 이진 골레 부호가 있다.

## 역사
싱글턴 상계는 리처드 콜럼 싱글턴(영어: Richard Collom Singleton)이 1964년에 증명하였다. 해밍 상계는 리처드 해밍이 증명하였다.

## 같이 보기
- 채널 용량